# Тантал (елемент)
Вижте пояснителната страница за други значения на Тантал.
Танталът (Ta) е химичен елемент от V група на периодичната система, преходен метал.
Името му произлиза от героя от древногръцката митология Тантал. Използва се в металургията, в ядрената енергетика, медицината, бижутерията (вместо платина).
Това е химичен елемент от V група на периодичната система на Менделеев. Атомният му номер е 73, атомната маса – 180,948. Танталът е рядък, твърд метал със сиво-син цвят. В природата се намира под формата на два изотопа: стабилният 181Та (99,99%) и радиоактивният 180Та (0,012%; с време на полуразпад Т1/2 = 1012 години). Танталът е трудно податлив на корозия и в природата се среща под формата на минерала танталит. Едно от главните му съвременни приложения е в хирургическите инструменти, тъй като не реагира с телесните течности.

## Откриване
Елементът е открит през 1802 г. от шведския химик Екеберг, изолиран през 1820 от Берцелиус. До 1844 г., с по-късно 1866 г., когато изследователите са доказали, че ниобиевите и танталовите киселини са различни съединения, се е вярвало, че Ниобий и Тантал са един и същ елемент. По-ранните изследователи единствено можели да изолират нечист метал. Сравнително чист ковък метал е изолиран от Вернер фон Болтън през 1903 г. Жиците, направени с тантал, се използвали за осветителните крушки, преди той да бъде заместен от волфрама.
Името на метала е дадено от Екеберг и произхожда от древногръцката митология, където Тантал е баща на Ниобия. Той е бил наказан след смъртта си, осъден да стои във вода до колене с превъзходни плодове, растящи над главата му. Всеки път като се наведял да отпие от водата, тя се отдръпвала така че да не може да я стигне и всеки път, когато се протегнел нагоре към плодовете, те се вдигали високо, за да не може да ги стигне. Тъй като металът бил изключително труден за пречистване, го кръстили Тантал.

## Разпространение
Съдържанието на тантала в земната кора е около 2×10-4% по маса колкото урана, калция и берилия, нареждайки се на 51-во място сред елементите. Среща се в природата най-често с ниобия, влизайки в състава на десетки минерали. Танталът обикновено се среща в минералите танталит [(Fe, Mn)Ta2O6], юксенит и каситеит, където при извличането на калия танталът преминава в шлака под формата на Ta2O5.
Танталови руди има в Австралия, Бразилия, Египет, Канада, Демократична Република Конго, Мозамбик, Нигерия, Португалия, Малайзия и Тайланд.
Танталитът се намира предимно смесен с колумбит в руда, наречена колтан. Повдигнати са етични въпроси относно човешките права и застрашаването на дивата природа поради експлоатацията на ресурсите в конфликтните територии на Конго.
Има няколко сложни стъпки в разделянето на тантала от ниобия. Търговската продукция на този елемент може да следва един от няколко различни метода, които включват: електролиза на стопен калиев флуоротанталат, окисляване на калиев флуоротанталат с натрий или реакция между танталов карбид и танталов оксид. Танталът е също вторичен продукт при стапянето на калай.

## Физични свойства
Танталът е сребристосив, плътен, ковък и много твърд метал. Наличието на примеси го прави крехък и трошлив. Високата температура на топене на тантала от 3017 °C (температура на кипене 5458 °C) е надмината единствено от волфрама и рения. Има атомно тегло 180,9479. Кристализира в кубична обемноцентрична кристална решетка. Танталът е парамагнитен и преминава в свръхпроводящо състояние при 4,45К.

### Изотопи
Танталът се среща в природата със своите два стабилни изотопа – 180mTa и 181Ta. Получени са изкуствено и изучени 34 изотопа с 16 изомера, като 2 изотопа имат по два изомера. Те имат период на полуразпад от 1,8 години до части от секундата.

## Химични свойства
Татналът има електронната структура KLMN5s25p65d36s2 – прибавя се електрон към 5d-подслоя спрямо хафния. Степента на окисление на та тантала най-често е +5, по-рядко +4 и +3.
Химически танталът е много инертен. Неговата инертност отстъпва само на благородните метали, но невинаги. Прясно отрязана повърхност, изложена на въздух при обикновена температура, се покрива с тънък плътен защитен слой на танталов оксид. Образуваният Ta2O5 е единствения стабилен танталов оксид.
Танталът взаимодейства с Br2 и I2 при 550 °C, с Cl2 при 200 °C.
Танталът взаимодейства с Br2 и I2 при 150 °C, с Cl2 – над 200 °C, с H2 – над 250 °C. С въглерода образува карбиди Ta2C и TaC при 800 – 1000 °C. С азота образува нитриди – TaN и Ta2N. Под 150 °C не се разтваря в царска вода, а при обикновена температура не взаимодейства със солна, фосфорна, сярна и повечето други киселини, воден разтвор на амоняк и соли. Разтваря се в горещи концентрирани сярна и фосфорна киселина, разтопени основи и NH4HF2, както и във флуороводородна киселина, смесена с HNO3:
{\displaystyle {\ce {3Ta + 5HNO_3 + 21HF -> 3H_2[TaF_7] + 5NO + 10H_2O}}}
В Националната лаборатория на Лос Аламос, учените са създали танталов карбид-графит – композитен материал, който е един от най-твърдите материали, синтезирани някога. Корейските изследователи са успели да разработят тантал-волфрам-медна сплав, която е два или три пъти по здрава и гъвкава от стоманените сплави.

## Съединения

### Оксиди, хидроксиди и соли
Танталовият пентаоксид (Ta2O5) има практическо значение. Получава се при изгаряне на метален прах. Енталпията му на образуване е -1560 kJ/mol. Представлява бяло труднотопимо прахообразно вещество с висока плътност. Не се разтваря във вода и киселини, с изключение на концентрирана HF. Реагира със стопени алкални основи или карбонати до метатанталати:
{\displaystyle {\ce {Ta_2O_5 + 2KOH -> 2KTaO_3 + H2O}}}
Това тяхно наименование е неправилно, защото в тяхната структура не се съдържа TaO-
3 – те се наричат танталати. Тези съединения имат перовскитова структура и проявяват сенгето-, пиезо- и пироелектрични свойстава. Най-използван е литиевият танталат.
При стапяне с излишък на карбонат се получават орто- и пиротанталати:
{\displaystyle {\ce {Ta_2O_5 + 3Na_2CO_3 -> 2Na_3TaO_4 + 3CO_2}}}
По сух път са получени сулфати и фосфати. Не са известни оксойони.
Диоксидът (TaO2) не е добре изучен.

### Халогениди и оксохалогениди
| Степен на окисление | F-        | Cl-          | Br-              | I-          |
| ------------------- | --------- | ------------ | ---------------- | ----------- |
| Ta5+                | TaF5, бял | TaCl5, бял   | TaBr5, бледожълт | TaI5, черен |
| Ta4+                | –         | TaCl4, черен | TaBr4, тъмносин  | TaI4        |
| Ta3+                | (TaF3)    | TaCl3, черен | TaBr3            | –           |

Някои халогениди не са добре изучени.
Пентахалогенидите се получават при пряка синтеза над 300 °C. TaF5 е леснолетлив и хигроскопичен и се топи при 95 °C. Молекулата му е тетрамерна, състояща се от 4 октаедрични TaF6 единици. Пентахлоридът и пентабромидът образуват димери с извити мостови връзки, а пентайодидът е мономер. Реагират с алкални флуориди до комплекси – Cs[TaF6] с координационно число 8. Смес от TaF5 и HF е много силен киселинен разтворител и се използва като катализатор при реакциите с ароматни въглеводороди:
{\displaystyle {\ce {TaF_5 + HF -> [H_2F]^- + [TaF_6]^-}}}
От тетрахалогенидите най-добре е изучен тетрайодидът. Получава се от TaI5 при редукция с тантал. Така се получават и другите тетрахалогениди при 300 – 400 °C. Всичките са димерни с верижна структура, изградена от TaX6-октаедри. Воден разтвор на TaCl4 търпи диспропорциониране до утайка от Ta2O5•nH2O и разтвор на ТаCl3.
От трихалогенидите не е познат само TaI3. Всички са силни редуктори. Твърди, те са тъмни на цвят, но разтворите им са жълти, сини или зелени в зависимост от условията на получаването.
При високотемпературна редукция до червена жар на TaX5 се получава халогениди, в които Ta е от по-нисша степен на окисление. Те не са прости съединения, а имат състав Ta6X14, Ta6X15, Ta6X16, където X е Cl, Br или I. Тези съединения съдържат клъстерния катион [Ta6X12]2+, установен чрез рентгеноструктурен анализ.

## Получаване
Поради химическото сходство на тантала с ниобия разделянето на тези метали е трудно. Един от първите методи за разделяне, прилаган още от 1866 г., е използването на различната разтворимост на флуоротанталата и флуорониобата на калция в разредена флуороводородна киселина. Съвременният основен метод за получаването на чист тантал е електролиза на разтопен калиев хептафлорониобат в графитови, чугунени или стоманени тигли, служещи едновременно и за катод. Намира приложение и натриевотермичния способ:
{\displaystyle {\ce {K_2TaF_7 + 5Na -> Ta + 2KF + 5NaF}}}

## Приложение
Главната употреба на тантала като метален прах е в производството на електронни компоненти, най-вече кондензаторите. Танаталовите електролитни кондензатори използват способността на тантала да образува защитен оксиден повърхностен слой, като единият електор е от танталово фолио, оксидът е диелектрик, а електролитният разтвор играе ролята на другия електрод. Тъй като диелектричния слой може да бъде много тънък (по-тънък от подобния слой в алуминиевия електролитен кондензатор, например), може да се получи висок капацитет в малък обем. Поради предимството в теглото и размера, танталовите кондензатори са много привлекателни за преносими телефони, пейджъри, персонални компютри, както и автомобилната електроника. Танталът може да замени платината при изготвяне на химическа апаратура.
Танталът се използва и за производство на различни сплави, които имат висока температура на топене и добра ковкост. Смесен с други метали, той се използва за направата на карбидни инструменти за металообработващи съоръжения в производството на сплави за реактивни двигатели, оборудване за химични процеси, ядрени реакции и снарядни части. Заради ковкостта си, танталът може да се изтегли на тънки жици или влакна, които се използват за изпаряването на метали, например алуминий.
Тъй като е резистентен към влиянието на телесните течности и не е дразнещ, танталът се използва за направата на хирургически инструменти. Танталовият оксид се използва за направата на специални стъкла с висок индекс на рефракция за лещите на камерите. Металът още се използва за части на вакуумни пещи.
Съединенията на тантала намират също широко приложение. Калиевият флуоротанталат се използва като катализатор за производството на каучук. Танталовият пентаоксид се използва за получаването на стъкла с голям оптичен коефициент на пречупване и изготвяне на малогабаритни лещи за оптични прибори. Танталовият карбид (TaC) е много твърда керамика, използвана за режещи инструменти при обработката на твърди метали. Танталовият нитрид (TaN) е подходящ за устойчиви на изтриване покрития. Сплав от TaN и NbC има твърдост, доближаваща се до диаманта.

## Предпазни мерки
Съединения, съдържащи тантал, се срещат доста рядко и металът обикновено не създава проблеми в лабораторията, но все пак с него трябва да се работи внимателно, като се вземат съответните предпазни мерки. Има доказателства, че танталовите съединения могат да причинят появата на тумори, а металният прах носи опасност от пожар или експлозия. Пречистеният тантал се използва при производството на хирургически инструменти и импланти, защото не реагира с телесните течности.